# آلبرت ویکتور بکلوند
 آلبرت ویکتور بکلوند (انگلیسی: Albert Victor Bäcklund؛ زاده ۱۱ ژانویهٔ ۱۸۴۵ – درگذشته ۲۳ فوریهٔ ۱۹۲۲) یک دانشمند در زمینه ریاضیات، فیزیک، و اخترشناسی اهل سوئد بود.